# Цурбригген, Пирмин
Пирмин Цурбригген (нем. Pirmin Zurbriggen, род. 4 февраля 1963, Зас-Альмагелль, кантон Вале, Швейцария) — швейцарский горнолыжник, олимпийский чемпион 1988 года в скоростном спуске, 4-кратный чемпион мира и 4-кратный обладатель Кубка мира. Многими специалистами рассматривается как один из сильнейших горнолыжников в истории.

## Спортивная карьера
На протяжении 1980-х в горнолыжном Кубке мира шла непримиримая борьба двух ровесников — люксембуржца Марка Жирарделли и швейцарца Пирмина Цурбриггена. С 1984 по 1991 год на протяжении 8 сезонов «Хрустальный глобус» выигрывали только эти двое — каждый по 4 раза. В 1990 году Цурбригген в 27 лет ушёл из большого спорта, выиграв 4 Кубка мира, а Жирарделли остался и смог выиграть ещё дважды, став рекордсменом по этому показателю (позднее достижение Жирарделли превзошёл Марсель Хиршер, выигравший Кубок мира 8 раз подряд).
Всего на счету Цурбриггена 40 побед на этапах Кубка мира (10 — скоростной спуск, 10 — супергигант, 7 — гигантский слалом, 2 — слалом, 11 — комбинация), при чём Пирмин стал первым спортсменом, который сумел выиграть все 5 современных горнолыжных дисциплин на этапах Кубка мира (после него это удалось ещё четверым). По общему количеству побед на этапах Цурбригген занимает седьмое место в истории после Ингемара Стенмарка (86), Марселя Хиршера (67), Хермана Майера (54), Альберто Томбы (50), Марка Жирарделли (46) и продолжающего карьеру Марко Одерматта. По числу же побед в общем зачёте Пирмин уступает лишь Жирарделли и Марселю Хиршеру (по четыре Кубка мира в активе также у Густава Тёни и Хермана Майера).
Олимпийское золото Цурбриггена в скоростном спуске в 1988 году в Калгари на протяжении 22 лет оставалось последней победой швейцарских горнолыжников-мужчин на зимних Олимпиадах, пока в 2010 году в Ванкувере в гигантском слаломе не победил Карло Янка.
30 июня 1989 года Пирмин женился на Монике Жюлен; будучи очень религиозным человеком Цурбригген через год закончил свою горнолыжную карьеру, чтобы посвятить себя семье, и сейчас у него уже пятеро детей.
Младшая сестра Пирмина Хайди Цурбригген тоже была известной горнолыжницей и сумела в 1996—1997 годах дважды стать вице-чемпионкой мира и выиграть три этапа Кубка мира. Троюродный брат Пирмина Сильван Цурбригген — вице-чемпион мира 2003 года в слаломе и бронзовый призёр Олимпиады 2010 года в суперкомбинации.

## Результаты на крупнейших соревнованиях

### Зимние Олимпийские игры
| Олимпийские игры | Скоростной спуск | Супергигант | Гигантский слалом | Слалом | Комбинация |
| ---------------- | ---------------- | ----------- | ----------------- | ------ | ---------- |
| 1984 Сараево     | 4                | н/д         | DNF1              | DNF1   | н/д        |
| 1988 Калгари     | 1                | 5           | 3                 | 7      | DNF2       |

### Завоёванные Кубки мира
- Общий зачёт — 4 раза: 1984, 1987, 1988, 1990
- Скоростной спуск — 2 раза: 1987, 1988
- Супергигант — 4 раза: 1987, 1988, 1989, 1990
- Гигантский слалом — 2 раза: 1987, 1989
- Комбинация — 3 раза: 1986, 1987, 1990